# Molophilus czizeki
Molophilus czizeki là một loài ruồi trong họ Limoniidae. Chúng phân bố ở miền Cổ bắc.